# Reacciones de cetonas
Las reacciones de cetonas son las reacciones químicas en las que participan las cetonas y que permiten su transformación en otros compuestos orgánicos.

## Comportamiento ácido-base y tautomería
Los enoles (compuestos que cuentan con un grupo hidroxilo unido a un carbono con un doble enlace carbono-carbono) resultantes de la migración formal de un hidrógeno de un carbono en posición alfa al oxígeno del grupo carbonilo.
Generalmente se trata de un equilibrio con predominio de la forma ceto aunque la cantidad de cada forma depende de la estabilidad relativa de ambos tautómeros;1 afectada por la capacidad de formación de puentes de hidrógeno por parte del disolvente, una posible conjugación de los dobles enlaces o la formación de un puente de hidrógeno intramolecular como en el caso de la acetilacetona que desplaza el equilibrio hacia la forma enólica.
La tautomerización puede ser catalizada tanto por ácidos como por bases.
En la catálisis por bases, la base extrae un hidrógeno alfa de la forma cetónica formando un anión enolato; la deslocalización de la carga y posterior protonación del anión lleva a la forma enólica, como muestra la siguiente imagen:

## Reacciones con formación y ruptura de enlaces C-C

### Acoplamiento de McMurry
La Reacción de McMurry es una reacción orgánica en la que dos cetonas o aldehídos se acoplan dando como producto a un alqueno usando cloruro de titanio compuesto por tricloruro de titanio y un agente reductor.

### Reacción de Baeyer-Villiger
La Oxidación de Baeyer-Villiger (BMVO) es una reacción orgánica en la que se oxida una cetona para obtener un éster por tratamiento con peroxoácidos o peróxido de hidrógeno.

### Formación de epóxidos
Las cetonas pueden ser convertidos en epóxidos con buenos rendimientos con iluros de azufre tales como el metiluro de dimetiloxosulfonio y metiluro de dimetilsulfonio.